# Helena Sinervo
Pour les articles homonymes, voir Sinervo.
Kirsti Helena Sinervo, (née le 7 février 1961 à Tampere) est un écrivain, une poétesse et traductrice finlandaise,,.

## Œuvres

### Ouvrages traduits en français
- Helena Sinervo (trad. Gabriel Rebourcet), Les Chaises [« poèmes choisis dans divers recueils »], Club Zéro, 2001, 136 p. (ISBN 978-2-913762-16-9)
- Jyrki Kiiskinen, Helena Sinervo et Saila Susiluoto (trad. Gabriel Rebourcet), Trois poètes finlandais, Neuilly-lès-Dijon, Le murmure, 2011 (ISBN 978-2-915099-46-1)

### Recueils de poèmes
- Lukemattomiin (1994, WSOY)
- Sininen Anglia (1996, WSOY)
- Pimeän parit (1997, WSOY)
- Ihmisen kaltainen (2000, WSOY)
- Oodeja korvalle (2003,  WSOY)
- Tilikirja (2005, WSOY)
- Täyttä ainetta (2007, WSOY)
- Akuvatus ja muita härveleitä & otuksia (2007, ill. Pia Westerholm, WSOY)
- Väärän lajin laulut (2010, WSOY)
- Avaruusruusuja (2014, WSOY)
- Merveli (2018, WSOY)

### Romans
- Runoilijan talossa (2004, Tammi)
- Tykistönkadun päiväperho (2009,WSOY)
- Prinssi Ahava ja riipuksen arvoitus (2012, WSOY)
- Prinssi Ahava ja valtaistuimen salaisuus (2014, WSOY)
- Armonranta (2016, WSOY)

### Traductions en finnois
- (fi) Maurice Blanchot (trad. Helena Sinervo), Päivän hulluus [« La Folie du jour, 1986. »], Helsinki, Ai-ai, 1996 (ISBN 952-5146-00-6)
- (fi) Elizabeth Bishop (trad. Helena Sinervo), Matkakysymyksiä [« Questions of Travel, 1965 »], NVL et WSOY, 1997
- (fi) Yves Bonnefoy (trad. Helena Sinervo), Douve puhuu [« Douve parle »], NVL et WSOY, 2002
- (fi) Stéphane Mallarmé (trad. Helena Sinervo), Nopanheitto [« Un coup de Dés jamais n’abolira le Hasard, 1897 »], Helsinki, WSOY, 2006 (ISBN 951-0-32357-8)

## Prix et récompenses
- 1997, prix littéraire de la ville de Tampere
- 2001, prix de l'ours dansant
- 2004, prix Finlandia
- 2007, mention honorable du jury du prix Mikael-Agricola
- 2011 prix de l'ours dansant